# 일본 황실
황실(일본어: 皇室, 영어: Imperial House of Japan)은 일본의 천황과 황족의 총칭이다. 한국에서는 일본 왕실(日本王室) 로도 불리며, 영미권에선 야마토 왕조라는 표현으로도 언급된다. 좁은 의미로의 황실은 천황과 그 가족의 인물들, 넓은 의미로는 천황 및 그 친족으로 구성된 황족을 의미하나, 황족의 범위는 일본의 역사적 시기에 따라 변화하였다. 메이지 유신 이래의 근대에서는 천황과 그 가족(천황, 황후, 선대 황후와 황태자), 황태자가 아닌 황족 남성과 그 가족으로 구성된 궁가(미야케, 宮家)를 묶어 황실로 본다.

## 역사
헤이안 시대의 일본 황실은 후지와라씨가 권력을 잡고 있어 관례상 후지와라씨의 여식을 황후로 맞이하였다. 시라카와 천황의 인세이로 인해 후지와라씨의 황실에 대한 영향력은 어느정도 벗어났으나 호겐의 난 이후로 가와치 겐지, 헤이케 등의 무사 집단(헤이시 정권)이 권력을 잡아 영향력을 행사, 무사가 천황의 후계를 결정하기에까지 이르렀다. 이는 가마쿠라 시대(가와치 겐지, 호조씨 등)와 무로마치 시대(아시카가씨)에도 이러한 관행은 이어졌다. 에도 시대(도쿠가와씨)에는 황실에 대한 막부의 영향력이 역사상 가장 강화되었다. 하지만 흑선 내항으로 인해 막부의 권위가 실추되고 막말이 도래하여 도막과 좌막이 대립하는 가운데 대정봉환이 행해지고 보신 전쟁을 겪고 난뒤 왕정복고가 완료되어 판적봉환, 폐번치현 등의 과정이 일어났다. 즉, 메이지 유신으로 중앙집권이 이루어졌다. 일본이 태평양 전쟁에서 패망한 이래, 황실은 일본의 실질 권력의 대표에서 전후 국가 일본의 상징적인 형태로 변모하여 오늘에 이르고 있다.

## 역할
일본에서는 고대 야마토 왕권의 군주를 오키미(大王)이라 불렀으며, 일본 황실은 7세기 이전에는 전신인 야마토 왕실로 불리었으나, 이후에 덴무 천황 무렵부터 천황이라는 명칭을 사용하기 시작하면서 일본 황실이 되었다. 게이타이 천황부터 현재의 나루히토 천황까지 하나의 혈통으로 이어져오고있다.
1868년 메이지 유신 이전에는 일본에는 10명의 여성천황이 있었지만 이후 여성천황이 법으로 금지되어 남성만 천황이 될 수있고, 여성천황 제도입 여부에 관한 논의도 일부 진행되고있다. 일본의 천황은 일본국 헌법에 따라 ‘국정에 관한 권능을 가지지 않는 국민 통합의 상징’으로 되어있으며, 내각의 조언과 승인에 따라 법률이나 조약의 공포, 국회가 지명한 내각총리대신의 임명, 국회의 소집 등 형식적인 국사행위를 한다.
도쿄에 일본 황실의 황궁인 고쿄가 있으며, 그 밖에 교토, 나하, 나라에도 궁전이 있다.
제125대 아키히토 천황은 1933년 12월 쇼와 천황의 장남으로 태어났으며, 1959년 쇼다 미치코와 결혼하여 슬하에 나루히토 황태자 등 2남 1녀를 두었다. 1989년 쇼와 천황의 죽음으로 제125대 천황으로 즉위했고 연호를 헤이세이로 고쳤으며, 1990년 11월 즉위식을 가졌다.
2017년 11월 30일 오전에 아키히토 천황의 퇴위 시기를 정하기 위해 일본 황실은 회의를 하여 2019년 3월말 퇴위, 4월초 취임 또는 4월말 퇴위, 5월초 취임 등을 논의 끝에 2019년 4월 30일에 아키히토 천황이 퇴위하고 5월 1일에 나루히토 황태자가 즉위하는 것으로 결정이 되었다.
2019년 4월 1일 일본의 새 연호로 레이와(令和)가 발표되었다. 같은해 새 천황 나루히토가 즉위한 5월 1일부터 사용되고 있다.

## 구성원

2022년 2월 기준 일본 황실의 가계도

## 같이 보기
- 일본의 천황
  - 일본 천황 목록
- 일본 궁내청
- 고쿄
- 교토고쇼
- 야마토 왕권